# سایمون راجرز
سایمون راجرز (انگلیسی: Simon Rogers) آهنگساز، موسیقی‌دان و تهیه‌کننده موسیقی اهل بریتانیا است.
از فیلم‌ها یا مجموعه‌های تلویزیونی که وی در آن‌ها نقش داشته‌است، می‌توان به شیادها اشاره نمود.